# Clytocerus ocellaris
Clytocerus ocellaris és una espècie de dípter pertanyent a la família dels psicòdids present a les illes Britàniques, França, els Països Baixos, Bèlgica, Suïssa, Alemanya, Dinamarca, Noruega, Finlàndia, Letònia, Polònia, Txèquia, Eslovàquia
, Àustria, Hongria, Eslovènia, Romania, Bulgària, la República Federal Socialista de Iugoslàvia i Grècia.